# Ašratum
Ašratum (
𒀭𒀸𒊏𒌈
```
d
Aš-ra-tum
,
[
1
]
 en 
Larsa
 
d
A-ši-ra-tum
[
2
]
) era una diosa mesopotámica de origen 
amorreo
. Se la consideraba la esposa del dios 
Amurru
. Su nombre es afín al de la 
ugarítica
 Athirat, pero a pesar de compartir probablemente el mismo origen, estas dos diosas ocupaban posiciones diferentes en los respectivos panteones.
```

## Personaje
Ašratum era una deidad de origen amorreo. Su nombre es un cognado del ugarítico Athirat, y es probable que se hayan desarrollado a partir de una fuente común. Se han propuesto múltiples etimologías para el nombre, incluyendo ‘lugar sagrado’ o ‘santuario’ (basado en la raíz ṯr ‘lugar’, atestiguada tanto en acadio como en ugarítico, así como en otras lenguas semíticas) y ‘esposa’  Sin embargo, debido a la posición de Ašratum en el panteón mesopotámico y a las distintas circunstancias de su desarrollo, no se puede suponer que la información relativa a su carácter se aplique necesariamente a Athirat, y viceversa. Por ejemplo, aunque es posible que Ašratum estuviera asociada con el erotismo y la voluptuosidad, no existen pruebas análogas para Athirat.
Una inscripción votiva babilónica antigua de un hombre con el nombre de Itur-ašdum se considera la fuente más significativa para el estudio del carácter de Ašratum. Se refiere a ella como ‘señora de la voluptuosidad y la alegría’ (en sumerio  ḫi-li ma-az-bi) y ‘señora con paciente piedad’ (nin ša3-la2-su3). El término ḫili (y su equivalente acadio kubzu) denota una cualidad de las deidades masculinas y femeninas, como Shamash, Aya, Nanaya y Nisaba. Joan Goodnick Westenholz se inclina por ‘sensualidad’ en las traducciones de los epítetos que lo incluyen, mientras que Paul-Alain Beaulieu opta por ‘voluptuosidad’. Steve A. Wiggins también menciona ‘lujo’como una posible traducción. Mientras que en el pasado los estudiosos utilizaban este último epíteto para argumentar que Ašratum se confundía o combinaba con Ishtar, investigaciones más recientes muestran que muchas deidades, tanto masculinas como femeninas (la palabra nin es gramaticalmente neutra,) podría describirse como nin ša3-la2-su3. Está atestiguado como epíteto no sólo de Ašratum e Ishtar, sino también de Marduk, Nergal, Ninurta y Sin. Por lo tanto, no hay pruebas suficientes para suponer que su uso reflejaba un caso de sincretismo. Los epítetos eran comúnmente compartidos por múltiples deidades en la religión mesopotámica, y no era necesariamente el resultado de una confusión o una mezcla. La única prueba de la asociación entre Ašratum e Ishtar es un texto esotérico del siglo II a. C., destinado a explicar la relación entre los nombres Ašratum y Gubarra. Se ha señalado que, debido a su fecha y carácter tardíos, es poco probable que el texto proporcione información relevante para las referencias anteriores a Ašratum.
Ašratum era también una de las diosas que podían ser descritas con el epíteto Beret-seri, más comúnmente asociada a Geshtinanna. Se ha argumentado que podría apuntar a una asociación con el Irkalla, aunque también es posible que el término pueda entenderse  como una referencia a una estepa ordinaria, en lugar de un eufemismo para la tierra de los muertos. En la lista de dioses de Nippur del período de la antigua Babilonia, Ašratum aparece sin embargo entre las deidades del inframundo. Jeremiah Peterson propone que esto podría haber sido el resultado de su marido Amurru/Martu a veces se agrupa con deidades del inframundo como Ningizzida, Nergal y Ninazu. Otras pruebas de la posible asociación de Ašratum con el inframundo son la mención de una ‘estrella cadáver’ (múlADDA) en relación con ella en un texto místico tardío y el uso del epíteto ekurrītum, que podría tener esas connotaciones, para referirse a ella en la lista de dioses An = Anum. Ekurritum también era el nombre de una diosa en un caso que figuraba como esposa de Ningishzida.
Otro de sus epítetos, ‘tiernamente cuidada por una montaña’, está probablemente relacionado con su condición de esposa de Amurru, que era llamado bēl šadī, ‘señor de la montaña’.

## Culto
Los testimonios más antiguos de Ašratum son nombres personales amorritas de la primera mitad del segundo milenio a. C., como Ašratum-ummi, ‘Ašratum es mi madre’. Cuatro documentos administrativos del reinado de Rim-Sîn I de Larsa estaban firmados con sellos inscritos con el nombre de Aširatum (dA-ši-ra-tum), una grafía del nombre de esta diosa aparentemente exclusiva de esta ciudad.  Otra de las primeras pruebas de su culto es una losa de piedra caliza que un tal Itur-ašdum, al parecer devoto de esta diosa y funcionario encargado del distrito del canal de Silakku, dedicó a la vida de Hammurabi de Babilonia. El texto que lo acompaña está escrito en sumerio. Como la inscripción menciona la dedicación de una deidad protectora (dlamma), se ha propuesto que originalmente era un fragmento de una figura que representaba a una diosa lamma. Un sacerdote gudu de Ašratum se menciona en un documento del reinado de Samsu-iluna.
Ašratum siguió siendo adorada en Babilonia en el primer milenio a. C. Su templo de esa ciudad, Eḫilikalama (sumerio: "«casa de la exuberancia de la tierra» ) ha sido datado en el período neobabilónico. Se ha propuesto que puede identificarse con un edificio designado como templo D II durante las excavaciones. Ašratum también seguía siendo adorada en Uruk en el período helenístico, como indica un texto que enumera deidades que participan en un desfile de Año Nuevo junto a Antum, en el que también aparecen Amasagnudi, Sadarnunna (la esposa de Nuska), Gula, Aya y Shala. Se ha señalado que estas deidades no estaban asociadas de otra manera con Antu, y por lo tanto se asume que la formación de este grupo fue muy probablemente un desarrollo tardío y sintético. Se ha señalado que estas deidades no estaban asociadas a Antu de otra manera, y por lo tanto se asume que la formación de este grupo fue muy probablemente un desarrollo tardío y sincrético.

## Asociación con otras deidades
Ašratum era comúnmente considerada como la esposa de Amurru (también conocido como Martu). También hay casos en los que se le describió como casado con diosas usualmente asociadas con Ningizzida, como Azimua, posiblemente debido a la confusión o confusión entre él y este dios. No se conocen hijos de Ašratum y Amurru.
La inscripción de Itur-ašdum la llama “nuera de An”. Algunas traducciones antiguas se refieren a ella como la ‘novia de An’, pero  se considera un error. El término sumerio que se usa en él, é-gi4-a, equivalente del acadio kallatum, significaba tanto ‘nuera’ como ‘novia’, pero este último significado se basaba en la práctica social de los padres que escogían a las novias de sus hijos. Como epíteto de diosas, denota su condición de nuera de una deidad específica. Por ejemplo, Aya a menudo se llamaba kallatum en relación con su posición como nuera de Sin y esposa de su hijo Shamash.
Ašratum podría referirse al nombre sumerio Gubarra. En algunos textos bilingües, Ašratum y Amurru aparecen en la versión acadia, junto a Gubarra y Martu en los pasajes sumerios. Steve A. Wiggins supone que Gubarra era una diosa distinta en su origen, pero que llegó a identificarse con Ašratum. En la llamada Lista de Templos Canónicos (CTL) conocida por la Biblioteca de Asurbanipal, hay una referencia a un templo de Gubarra, pero no se conocen ni su nombre ni su ubicación en la actualidad. Una diosa de nombre similar, Nin-gubara (sumerio: ‘señora de pelo suelto’), se explica como Inanna en la lista de dioses An = Anum, pero no se sabe si corresponde a la deidad identificada con Ašratum.
Ašratum también podría identificarse con Šarrāḫītu (acadio: ‘la glorificada’), una diosa solo atestiguada en fuentes tardías del primer milenio a. C. Un texto esotérico del siglo II a. C. explica su nombre como Ašrat aḫītu, ‘Ašratum la extranjera’ o ‘la otra Ašratum’.
Se ha propuesto que Ašratum podría estar asociado con los Sebitti debido a su colocación uno al lado del otro en la lista de dioses de Nippur y a una posible referencia a dicha conexión en un texto léxico.